# Warszawa (노래)
〈Warszawa〉는 잉글랜드의 음악가 데이비드 보위의 노래이다. 1977년 1월 RCA 레코드를 통해 발매된 정규 11집 《Low》에 수록되어 공개됐다. 보위와 브라이언 이노가 함께 작사·작곡하였으며, 프로듀싱에는 이노 대신 토니 비스콘티가 참여하였다.

## 배경 및 작업
데이비드 보위는 1974년 코카인 중독 문제로 어려움을 겪었다. 이후 《Station to Station》의 작업에 대해 거의 아무것도 기억하지 못할 정도로 심각해진 상태가 되면서 마약 문화가 성행하는 로스앤젤레스에서 벗어나 유럽에 가기로 결정하였다. 보위는 1976년 이기 팝의 첫 솔로 음반 《The Idiot》을 작업하기 위해 프랑스에 소재한 샤토 데루빌로 거처를 옮겼다. 작업을 끝마친 후 믹싱을 하기 위하여 서베를린에 위치한 한자 스튜디오를 방문했다. 그곳에서 보위는 베를린에 매료되었고, 마약 중독 및 스포트라이트를 피하는 목적으로 작업지로 결정하였으나, 샤토 데루빌에서의 예약 기간이 남아 있어서 프랑스로 되돌아갔다.

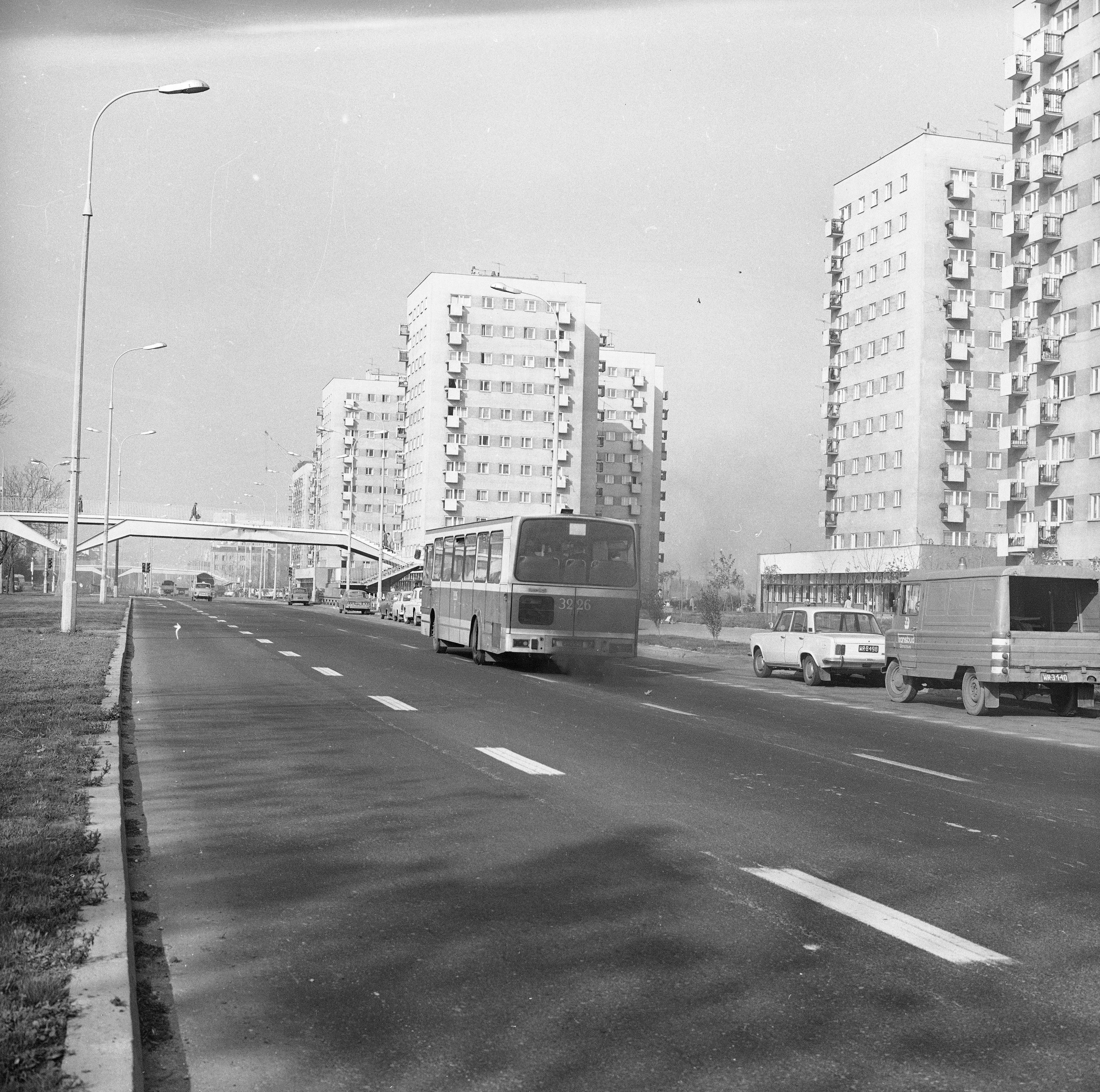
1976년 바르샤바의 모습

〈Warszawa〉는 1976년 4월 보위가 베를린에서 모스크바로 가는 기차 여행에서 들렀던 폴란드의 수도 바르샤바를 의미한다. 보위는 "〈Warszawa〉는 바르샤바와 그 도시를 기차로 여행하면서 느꼈던 황량한 분위기에 관한 곡"이라고 언급하였고, 폴란드 농민의 슬픔을 반영하고 있다고 이야기하였다. 보위가 전직 매니저였던 마이클 립맨의 고소로 변호사를 만나기 위해 비스콘티와 함께 이틀간 파리로 갔을 때, 이노는 비스콘티의 네 살된 아들 델라니를 돌보기 위해 샤토에 남아 있었다. 델라니는 피아노에 앉아 가, 나, 다 음을 반복적으로 연주했고, 옆에 앉아 있던 이노는 델라니의 연주를 듣고 〈Warszawa〉의 초반 구절을 만들었으며, 보위가 돌아왔을 때에는 거의 완성되어 있었고, 보위가 보컬을 위에 올렸다. 그리고 보위가 이노에게 요청한 "감정적이고 종교 느낌이 나는" 기악곡을 만들기 이노는 위해 아무런 효과가 들어가지 않은 테이프에 클릭 소리를 추가하였고, 화음이 변경되는 부분을 불확실하게 만들어 예측할 수 없는 소리를 만들어냈다. 또한 비스콘티는 "소년의 목소리를 만들기 위해 반음을 세 번 내리고 노래 파트를 느리게 하였다. 그리고 다시 속도를 높이는 순간 11살의 소년처럼 들렸다"고 회상하였다.

## 음악
〈Warszawa〉는 앰비언트 장르의 노래로 바로크, 전자 음악, 드론 및 팝의 요소가 섞여 있다. 이노가 《Low》 음반 중 유일하게 작곡으로 크레딧에 이름을 올린 유일한 노래이며, 프로듀싱은 비스콘티와 함께하였다. 전기 작가 니콜라스 페그는 신시사이저가 장례식과 비슷하다고 언급했다. 윌켄 휴고는 에스토니아의 작곡가 아르보 패르트의 《벤저민 브리튼을 기리는 칸투스》의 애절한 느낌이 난다고 이야기하였다. 노래는 가단조의 화음으로 시작하여, 교향곡 《차라투스트라는 이렇게 말했다》의 초반을 연상시키는 가장조로 이어진다. 이어서 다장조와 올림바장조가 연주되고, 마장조로 다시 조가 바뀌면서 보위가 노래를 부르기 시작한다. 보위의 노래에 대하여 작가 피터 도겟은 "승려의 성악 합창"에 비유했고, 페그는 그레고리오 성가처럼 통곡하여 "러시아 정교회"의 분위기를 자아낸다고 표현하였다. 그리고는 다시 처음의 두 조가 되풀이되며 노래가 끝난다.
이노는 〈Warszawa〉나 〈Subterraneans〉의 의미가 없는 가사에 대해 "많은 보컬과 멜로디 대신 많은 멜로디와 약간의 보컬이 들어갔다 … 그것은 단어가 아니라 음성이다. 보다시피 가사가 아니다. 그는 실제로 어떤 언어에도 존재하지 않는, 듣기 좋은 단어를 사용하고 있을 뿐이다"라고 인터뷰하였다. 비스콘티는 보컬이 "발칸 국가 중 한 나라의 소년 합창단의 오래된 노래"에서 영감을 받았다고 밝혔다. 폴란드의 언론사 지엔니크 자호드니(폴란드어: Dziennik Zachodni)에서는 1973년 5월 보위가 바르샤바 그단스카 역에서 구매한 폴란드의 합창대 실롱스크(폴란드어: Śląsk)의 작품 중 〈Helokanie〉란 노래에 영향을 받았다고 이야기하며 "실레시아 방언의 소리 요소를 모방하려고 했다"고 기사를 썼다.

## 발매
〈Warszaw〉는 보위의 11번째 정규 음반 《Low》의 B면 첫 곡으로 수록된 채로 1977년 1월에 처음으로 공개되었다. 이후 1978년 작 《Stage》, 1989년에 공개된 박스 세트 《Sound + Vision》과 2018년에 나온 라이브 음반 《Welcome to the Blackout (Live London '78)》에는 〈Warszawa〉의 라이브 버전이 실려 있다. 2017년 팔로폰에서 발매한 《A New Career in a New Town》에는 리마스터링을 거친 노래가 수록되었다. 보위의 노래의 기악곡 버전을 모은 컴필레이션 음반 《All Saints》에 들었다. 스티븐 토마스 얼와인은 음반에 긍정적인 반응을 보이지는 않았지만 〈Warszawa〉는 "노래의 충격을 전혀 잃지 않았다"고 평하였다.
〈Warszawa〉는 발매 이후 몇몇 영화에서 음악으로 사용되었다. 보위가 출연하였던 영화 《크리스티아네 F. - 위 칠드런 프롬 반호프 주》의 사운드트랙에 수록되어 있으며, 이언 커티스의 전기 영화 《컨트롤》에서도 사용되었다. BBC가 배급한 2006년 영화 《드라큘라》에서는 트레일러의 배경 음악으로 쓰였다.

## 평가

### 발매 당시
도겟은 "어떤 무작위함이나 우연의 기미가 보이지 않는다. 《Low》와 《"Heroes"》의 기악곡 중 가장 심혈을 기울여 만든 것 같다"고 평하였다. 데이비드 버클리는 음반에서 가장 "깜작 놀라는" 부분이라고 언급하였다. 페이스트의 제인 워맨은 《Low》를 보위의 《Another Green World》라고 표현하며 이노의 멜로디를 보위의 인상적인 보컬이 활성화시켰다고 이야기했다.

### 현재
〈Warszawa〉는 2003년 영국의 잡지 Q가 음악 산업 종사자들의 설문 조사를 토대로 작성한 역대 최고의 노래 1001곡 목록에 포함됐으며, 컨시퀀스와 모조에서는 보위 최고의 노래라는 주제의 리스트에서 각각 39위와 41위로 꼽혔다.

## 영향
롤링 스톤에서는 반드시 들어야할 데이비드 보위의 노래 30곡이라는 기사에서 〈Sound and Vision〉과 함께 《Low》의 수록곡 중 〈Warszawa〉를 언급하였다. 글에서는 "다음 38년간의 언더그라운드 록: 앰비언트, 인더스트리얼 록, 포스트 록, 아방가르드 일렉트로닉 음악의 최첨단 적인 부분을 보여주었다"고 평하였다. 영국의 포스트펑크 밴드 조이 디비전의 멤버이자 보위의 팬이었던 이언 커티스는 조이 디비전이라는 밴드명을 사용하기 전 〈Warszawa〉에서 이름을 따 바르샤바라는 이름으로 활동하였으며, EP 《An Ideal for Living》에도 〈Warsaw〉라는 노래를 수록하였다. 브릿팝 밴드 스웨이드의 버나드 버틀러는 《Dog Man Star》의 전자 음악적 요소가 보위의 사운드에서 비롯되었다고 언급하며, 특히 〈Sons of the Silent Age〉와 〈Warszawa〉을 좋아한다고 밝혔다.

## 라이브 및 커버

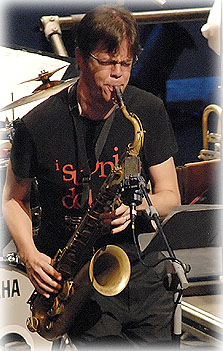
보위의 사후, 공연에서 〈Warszawa〉를 연주했던 도니 맥캐슬린

보위는 1978년 Isolar II 투어에서 〈Warszawa〉를 공연의 첫 곡으로 연주하였다. 이후 1996년 2월 네덜란드의 한 TV 채널에서 한 번 공연되었으며, 2002년 《Heathen》 콘서트에서 다시 세트리스트에 추가하였다. 보위가 사망한 후 BBC가 주최한 기념 특별 오케스트라 콘서트에서는 오케스트라 단체 스타게이즈가 커버하는 〈Warszawa〉가 공연의 시작을 알렸다.
필립 글래스는 1992년 〈Subterraneans〉, 〈Some Are〉과 함께 교향곡으로 편곡하였다. 이듬해에는 브루클린 필하모닉 오케스트라가 작품을 녹음하여 《"Low" Symphony》라는 이름으로 발매하였다. 보위의 생전 마지막 정규 음반 《Blackstar》에 색소폰으로 참여했던 도니 맥캐슬린은 뉴욕 빌리지 뱅가드에서의 공연에 〈Warszawa〉를 세트리스트에 포함했다. 맥캐슬린은 "경의를 표하기 위한 방법을 모색했다"고 말하며 감정에 사로잡혀 있을 때 〈Warszawa〉가 당시 느꼈던 바와 잘 어울렸다고 언급하였다. 더불어 2016년에 발매한 《Beyond Now》에서는 《Outside》의 수록곡 〈A Small Plot of Land〉와 함께 보위의 노래를 커버하였다. 나인 인치 네일스는 1995년 보위와의 합동 공연에서 보위와 함께, 레드 핫 칠리 페퍼스는 2012년 폴란드에서의 투어 공연과 2016년 오프너 페스티벌에서 노래를 커버하였다.

## 참여진
크레딧은 음반의 라이너 노트에서 발췌하였다.
- 데이비드 보위 – 보컬, 작사·작곡
- 브라이언 이노 – 작사·작곡, 피아노, 미니무그, 체임벌린, EMS 신시 AKS

### 참고 서적
- 도겟, 피터 (2012년). 《The Man Who Sold The World: David Bowie And The 1970s》. 뉴욕: 하퍼콜린스 북스. ISBN 978-0-06-202465-7.
- 버클리, 데이비드 (2005년) [1999년 초판]. 《Strange Fascination – David Bowie: The Definitive Story》. 런던: 버진 북스. ISBN 978-0-75351-002-5.
- 페그, 니콜라스 (2009년) [2000년 초판]. 《The Complete David Bowie》 5판. 런던: 레이놀즈 & 헌. ISBN 978-1-905287-97-0.
- 시브룩, 토마스 제롬 (2008년). 《Bowie in Berlin: A New Career in a New Town》. 런던: 조본 프레스. ISBN 978-1-90600-208-4.
- 윌켄, 휴고 (2005년). 《Low》. 33 ⅓ 26. 뉴욕: 컨티넘. ISBN 978-0-8264-1684-1.